# 江村镇 (双牌县)
江村镇，是中华人民共和国湖南省永州市双牌县下辖的一个乡镇级行政单位。

## 行政区划
江村镇下辖以下地区：
莲塘村、花坪村、何家村、双井村、和平村、江村、五里村、干漯村、乌石村、黑漯村、牟江源村、白果村、牟江口村、唐家漯村、金滩村、清明田村、小岱村、访尧村和上流江村。